# Triphosa aberrans
Triphosa aberrans är en fjärilsart som beskrevs av W. Warren 1908. Triphosa aberrans ingår i släktet Triphosa och familjen mätare. Inga underarter finns listade i Catalogue of Life.